# Munkplan

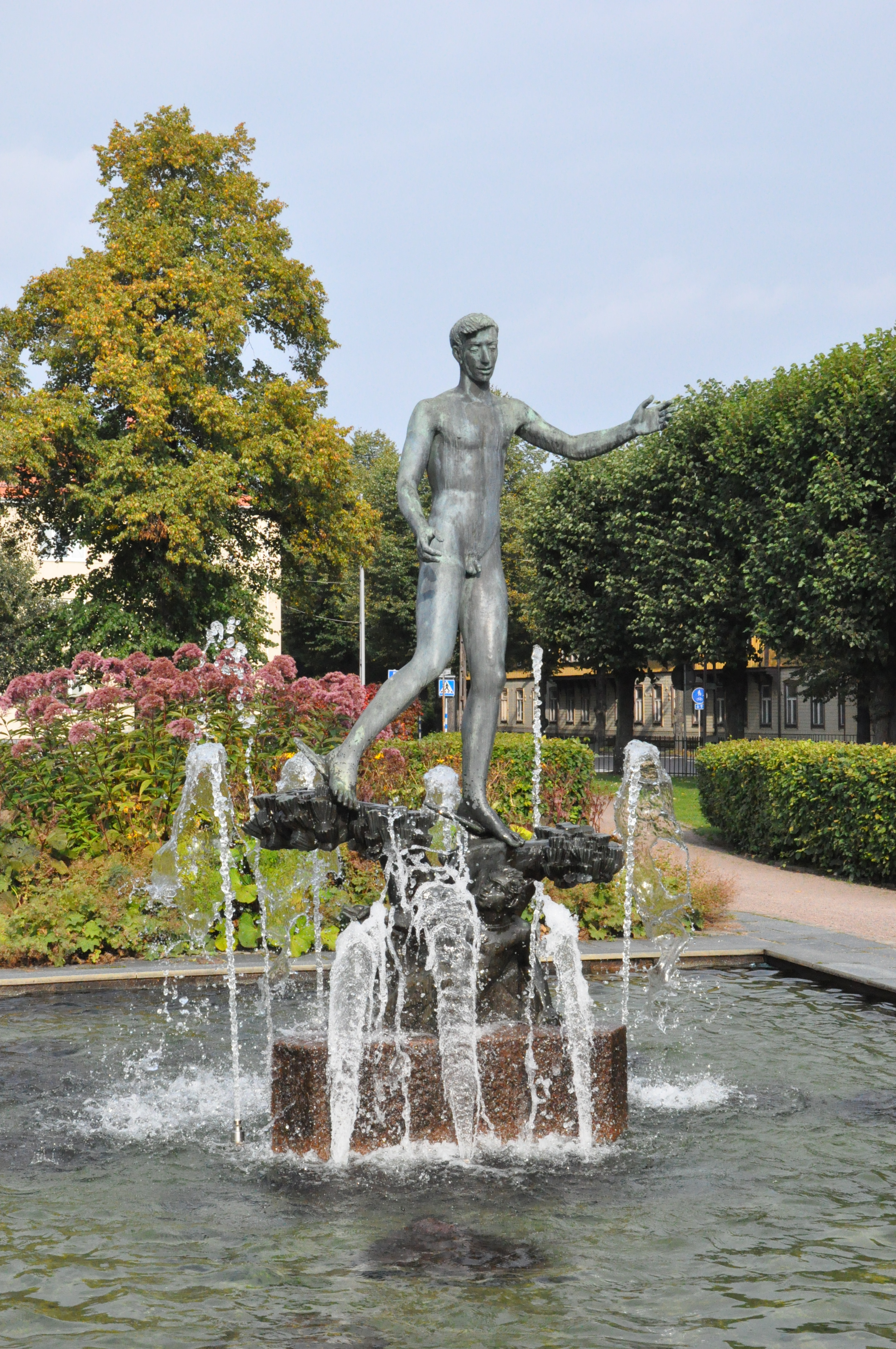
Hermes och Pan av Axel Wallenberg

Munkplan är en park i stadsdelen Söder i Jönköping, som anlades på 1930-talet.
Munkplan ligger utmed Barnarpsgatan i hörnet med Drottninggatan och mittemot huvudingången till Munksjö bruk.
I parken står Axel Wallenbergs fontänstaty Hermes och Pan.

## Historik
I tidigare planer för Söder och Torpa var Munkplan en stjärnformad plats som en monumental utvidgning av Brahegatan i form av en stjärnplats  ..... Från Munkplan skulle – förutom Brahegatan norrut och söderut – utgå fyra gator på diagonalerna. I nuvarande stadsbild återfinns av denna plan Björngatan samt Sjötorpsgatan, vars nordöstra ände mynnar i nuvarande Munkplan.